# European Travel Commission
Die European Travel Commission (ETC) ist die Dachorganisation von 35 nationalen und zwei belgischen Tourismusmarketingorganisationen in Europa und vertritt europäische Länder in der UNWTO, der Welttourismusorganisation der Vereinten Nationen.
Die Organisation wurde 1948 gegründet und hat ihren Sitz in Brüssel. Ihre Aufgabe sieht sie in der weltweiten Bewerbung (Vermarktung) des Ziels Europa auf anderen Kontinenten (vor allem in den USA, Kanada, Lateinamerika, China, Japan und Australien).
Das Budget betrug im Jahr 2023 etwas mehr als sieben Millionen Euro, davon mehr als vier Millionen an Zuwendungen von der Europäischen Union.
Präsident ist seit 2023 der Direktor des spanischen Instituto de Turismo de España (Turespaña), Miguel Sanz. CEO und Executive Director ist seit 2012 der Spanier Eduardo Santander.

## Mitglieder
Reguläre Mitglieder sind (in alphabetischer Reihenfolge):
1. Belgien: Flandern (Toerisme Vlaanderen)
2. Belgien: Wallonie und Brüssel (Office de Promotion du Tourisme Wallonie – Bruxelles)
3. Bulgarien (Staatliche Tourismus-Agentur)
4. Dänemark (Visit Denmark)
5. Deutschland (Deutsche Zentrale für Tourismus)
6. Estland (Enterprise Estonia)
7. Finnland (Visit Finland)
8. Frankreich (Atout France)
9. Griechenland (GNTO)
10. Irland (Fáilte Ireland)
11. Irland (Tourism Ireland)
12. Island (Visit Iceland)
13. Italien (Agenzia nazionale italiana del turismo)
14. Kroatien (Hrvatska Tursticka HTZ)
15. Lettland (Fremdenverkehrsamt Lettland)
16. Litauen (Tourismusministerium)
17. Luxemburg (Office National du Tourisme ONT)
18. Malta (Malta Tourism Authority)
19. Monaco (Direction du Tourisme et des Congrés)
20. Montenegro (Turistička organizacija Montenegro)
21. Niederlande (Nederlands Bureau voor Toerisme & Congressen NBTC)
22. Norwegen (Innovasjon Norge)
23. Österreich (Österreich Werbung)
24. Polen (Polska Organizacja Turystyczna POT)
25. Portugal (Turismo de Portugal)
26. Rumänien (Ministerium für Tourismus)
27. San Marino (Ministerium für Tourismus)
28. Serbien (Tourism Organisation of Serbia TOS)
29. Schweden (Visitsweden)
30. Schweiz (Schweiz Tourismus)
31. Slowakei (SACR)
32. Slowenien (Slovenska turistična organizacija)
33. Spanien (Turespaña)
34. Tschechien (Czech Tourism)
35. Türkei (Kültür ve Turizm Bakanlığı)
36. Ungarn (Magyar Turismus)
37. Republik Zypern (Fremdenverkehrszentrale Zypern CTO)